# Loro Ciuffenna
Loro Ciuffenna là một đô thị ở tỉnh Arezzo trong vùng Toscana, tọa lạc khoảng 40 km về phía đông nam của Florence và khoảng 25 km về phía tây bắc của Arezzo. Tại thời điểm ngày 31 tháng 12 năm 2004, đô thị này có dân số 5.573 người và diện tích là 86,7 km².
Đô thị Loro Ciuffenna có các frazioni (các đơn vị cấp dưới, chủ yếu là các làng) Chiassaia, Malva, Modine, Talla, và Trappola.
Loro Ciuffenna giáp các đô thị sau: Castel Focognano, Castel San Niccolò, Castelfranco di Sopra, Castiglion Fibocchi, Ortignano Raggiolo, Talla, Terranuova Bracciolini.

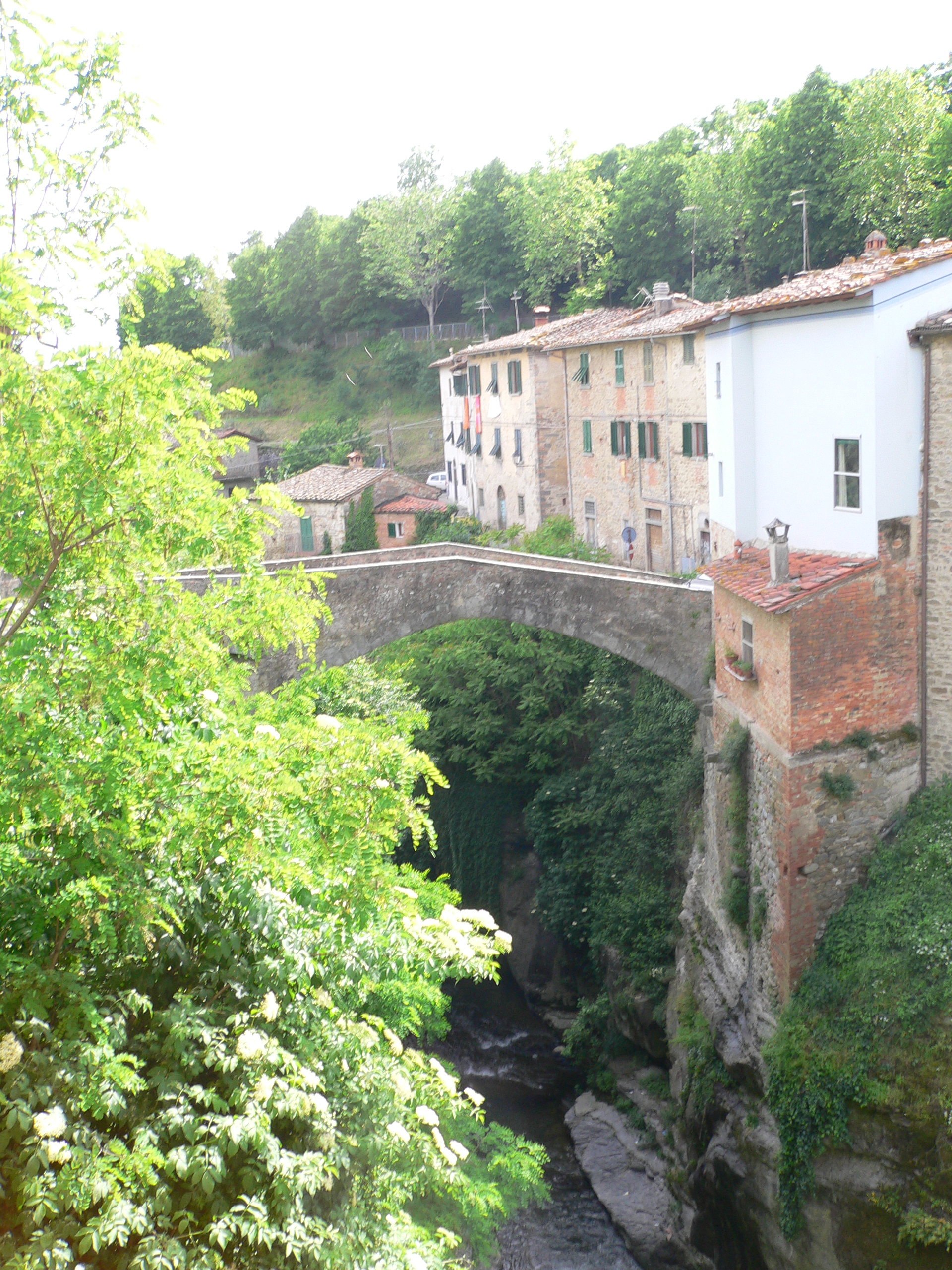
Loro Ciuffenna